# Pengandonan (Pengandonan)
Pengandonan is een bestuurslaag in het regentschap Ogan Komering Ulu van de provincie Zuid-Sumatra, Indonesië. Pengandonan telt 490 inwoners (volkstelling 2010).